# راید
latitudeرایدlongitudeراید
راید (به انگلیسی: Ryde) یک منطقهٔ مسکونی در انگلستان است که در جنوب شرقی انگلستان واقع شده‌است.

## نگارخانه

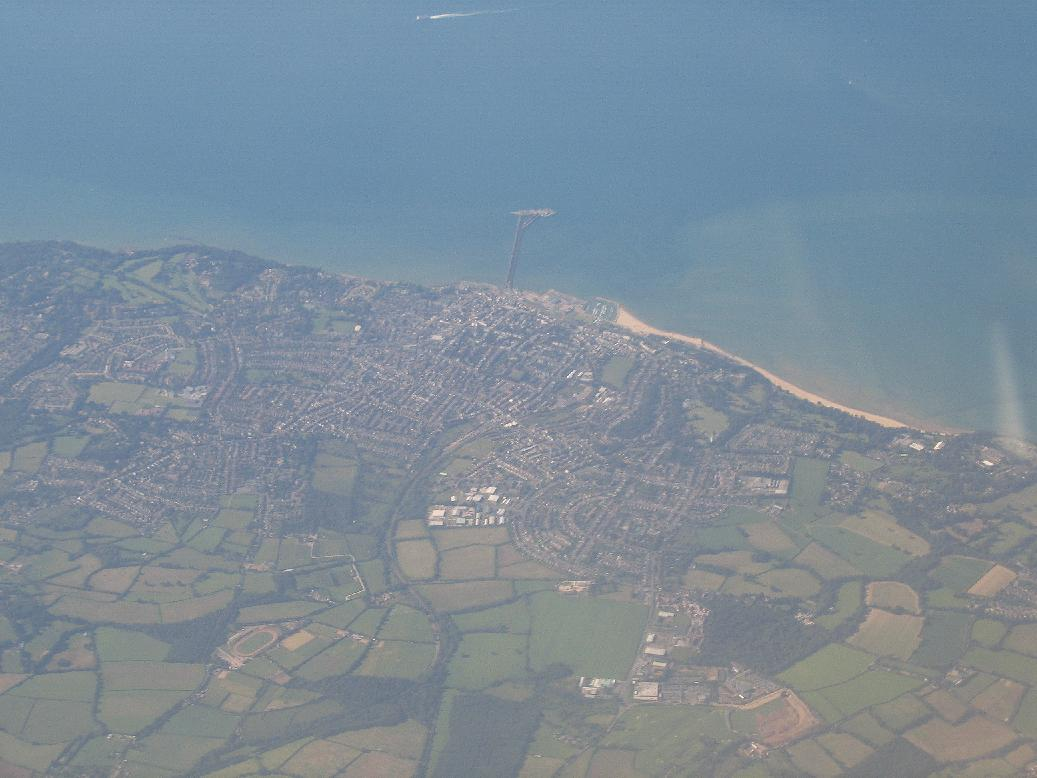
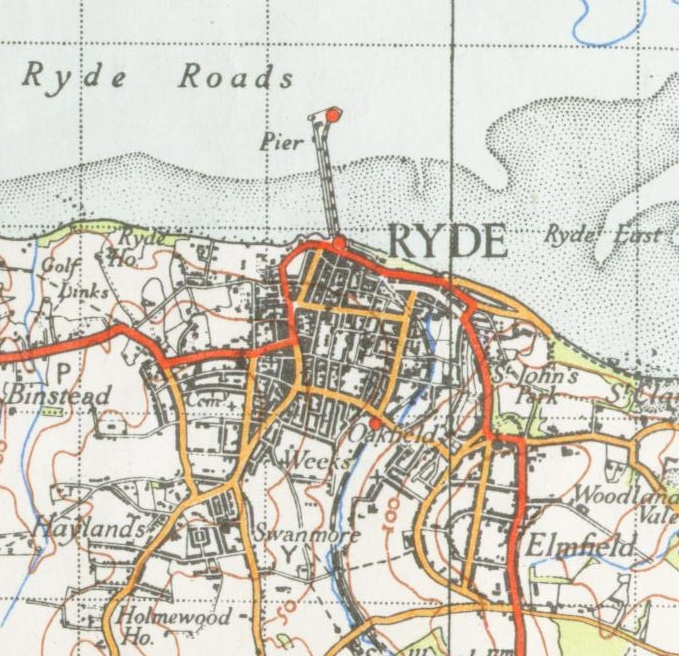
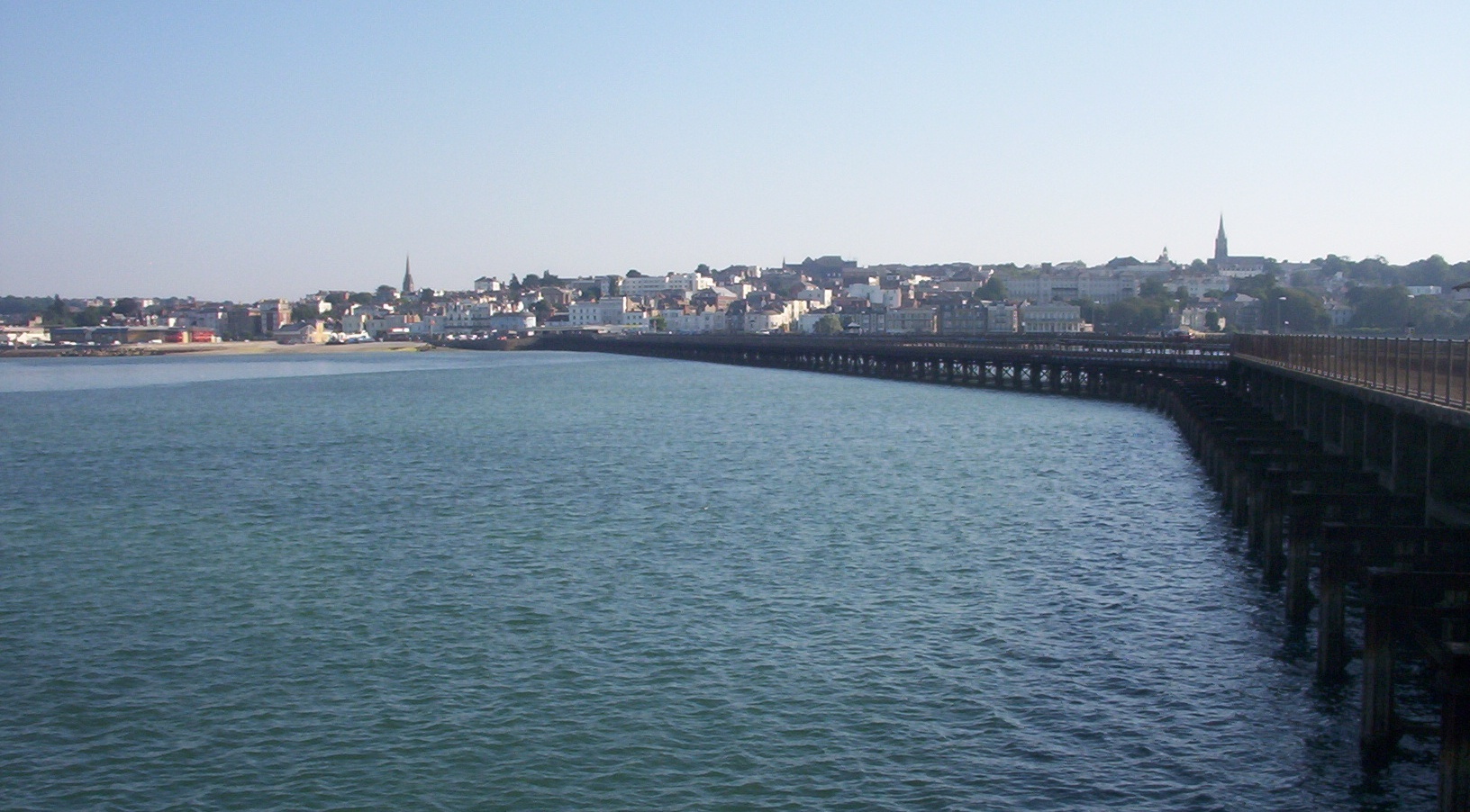
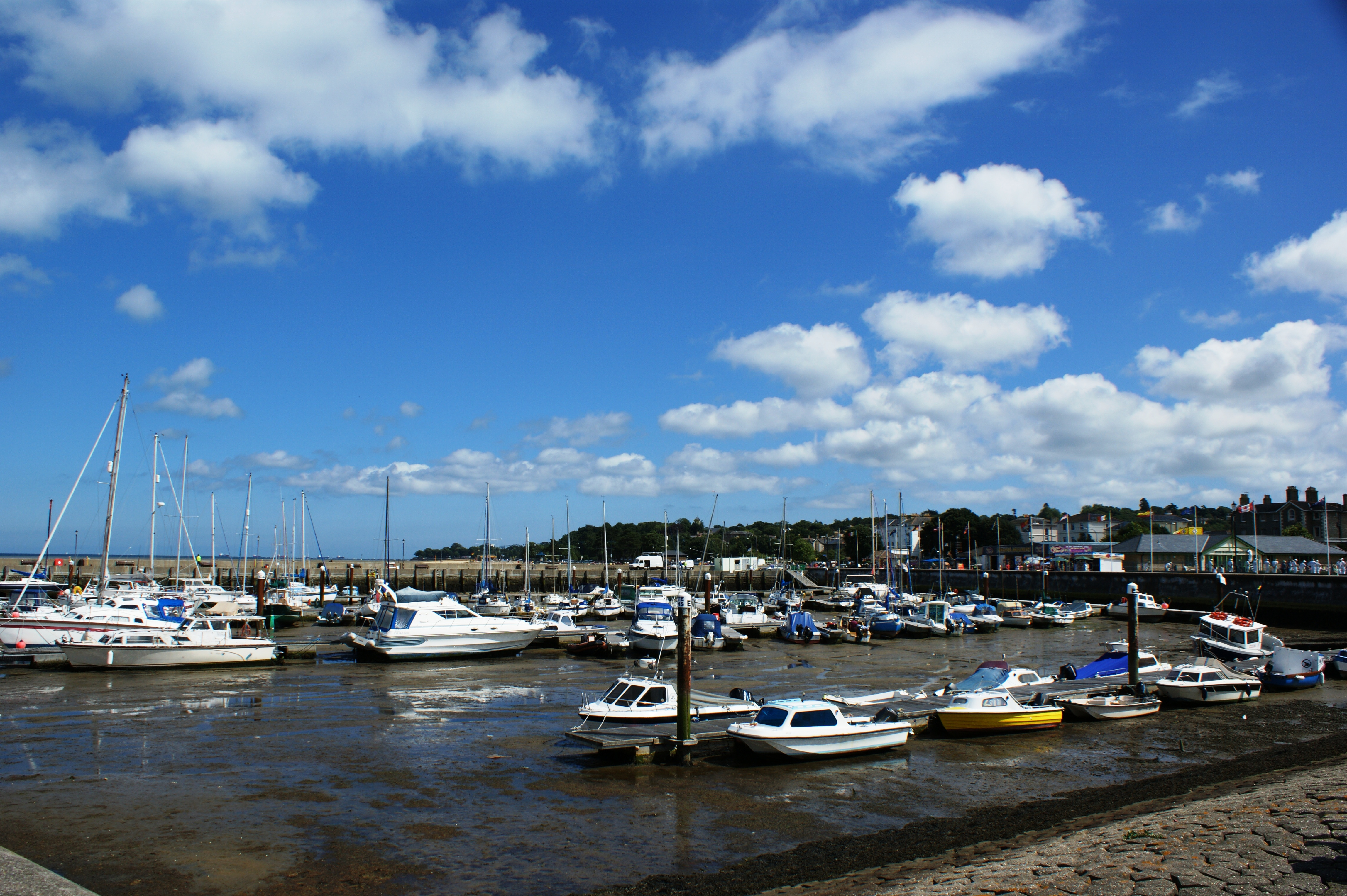

## خصوصیات
راید ۳۲٬۲۵۰ نفر جمعیت دارد.